# صالح شحاده
صالح شحاده (انگلیسی: Saleh Chihadeh؛ زادهٔ ۲۵ اوت ۱۹۹۴) بازیکن فوتبال است.
از باشگاه‌هایی که در آن بازی کرده است می‌توان به باشگاه فوتبال تون اشاره کرد.
وی همچنین در تیم ملی فوتبال فلسطین بازی کرده است.